# Arrondissement L'Haÿ-les-Roses
Arrondissement L'Haÿ-les-Roses (fr. Arrondissement de L'Haÿ-les-Roses) je správní územní jednotka ležící v departementu Val-de-Marne a regionu Île-de-France ve Francii. Člení se dále na 9 kantonů a 10 obcí.

## Kantony
- Arcueil
- Cachan
- Chevilly-Larue
- Fresnes
- L'Haÿ-les-Roses
- Le Kremlin-Bicêtre
- Thiais
- Villejuif-Est
- Villejuif-Ouest